# Chinchipestekelstaart
De chinchipestekelstaart (Synallaxis chinchipensis)  is een zangvogel uit de familie Furnariidae (ovenvogels). De soort is in 1925 door de Amerikaanse vogelkundige  Frank Chapman als ondersoort van de halsbandstekelstaart (S. stictothorax) beschreven. Uit (onder andere) in 2020 gepubliceerd onderzoek bleek dat het taxon de soortstatus verdiende.

## Verspreiding en leefgebied
De soort komt voor in noordwestelijk Peru. De leefgebieden liggen in vrij droge terreinen met struikgewas en bosranden van loofbos op hoogten tussen de 400 en 600 meter boven zeeniveau.